# Louštínský potok
Louštínský potok je menší vodní tok ve Džbánu, pravostranný přítok Loděnice v okrese Rakovník ve Středočeském kraji. Délka toku měří 3 km, plocha povodí činí 5,51 km².

## Průběh toku
Potok pramení východně od Krušovic v nadmořské výšce 464 metrů na poli u kraje lesa pod vrchem Louštín. Nejprve potok teče severovýchodním směrem, po zbytek toku směrem na východ. Zprava přijímá bezejmenný potok, přitékající od lokality Pod Louštínem, a podtéká silnici I/6. Jihovýchodně od Řevničova v nadmořské výšce 429 metrů Louštínský potok vtéká do Buckého rybníka a stává se tak pravostranným přítokem Loděnice.